# Kátló
Kátló (1899-ig Kátlócz, szlovákul Kátlovce, németül Katlowitz) község Szlovákiában, a Nagyszombati kerületben, a Nagyszombati járásban.

## Fekvése
Nagyszombattól 17 km-re északra fekszik, az 560-as út mentén.

## Története
A régészeti leletek tanúsága szerint a község területén már az i. e. 5. évezredben éltek emberek. A község keleti határában talált egyik kőkorszaki település lakói már földműveléssel is foglalkoztak. A másik település sokkal későbbi, az i. e. 750 és 450 közötti időből származik, a vonaldíszes kultúra népének települése volt. A falutól délre, a Hradište nevű határrászen koravaskori földvár mintegy 1 m magas sáncai láthatók. A várat valószínűleg a kelták építették és még a római korban is használták.
Első írásos említése 1401-ből származik a jókői uradalom részeként. 1405-ben "Kathloch", 1438-ban "Kathlowcz", 1482-ben "Kathlo", 1508-ban "Kathlowecz" alakban említik.
Vályi András szerint "KATLÓCZ. Katlovcze. Tót falu Posony Várm. földes Ura G. Erdődy Uraság, lakosai katolikusok, fekszik Dejtének szomszédságában, és annak filiája, határbéli földgye sovány termékenységű, kaszállója tűrhető, legelője tsekély, erdeje nints, el adásra alkalmatos módgyok van."
Fényes Elek geográfiai szótárában "Katlocz, Pozsony-, most F.-Nyitra v. tót falu, a Blava vizénél: 816 kath., 16 zsidó lak. Kath. paroch. templommal, középszerű partos szántóföldekkel s bortermesztéssel. F. u. gr. Erdődy Józsefné. Ut. p. Nagy-Szombat."  Archiválva 2007. szeptember 27-i dátummal a Wayback Machine-ben
A trianoni békeszerződésig Pozsony vármegye Nagyszombati járásához tartozott.

## Népessége
| Év:            | 1994. | 2004.   | 2014.   | 2024.   |
| -------------- | ----- | ------- | ------- | ------- |
| Emberek száma: | 1048  | 1093    | 1170    | 1128    |
| Eltérés:       |       | +4,29 % | +7,04 % | -3,58 % |

| Év:            | 2023. | 2024.   |
| -------------- | ----- | ------- |
| Emberek száma: | 1140  | 1128    |
| Eltérés:       |       | -1,05 % |

1910-ben 864, túlnyomórészt szlovák lakosa volt.
2001-ben 1067 lakosából 1065 szlovák volt.
2011-ben 1145 lakosából 1117 szlovák.

## Neves személyek
- Itt született 1831. november 6-án Zádori János pápai kamarás, teológus, paptanár, esztergomi kanonok.
- Itt született 1867-ben Krippel Móric okleveles erdőmérnök, egyetemi, címzetes, nyilvános rendes tanár, dékán.
- Itt született 1914-ben Pavol Ušák Oliva szlovák költő, katolikus káplán.
- Itt született 1928-ban Hana Kostolanská szlovák rádiószínész, Pavol Ušák Oliva húga.

## Nevezetességei
- A Szentlélek tiszteletére szentelt római katolikus temploma.

## Külső hivatkozások
- Hivatalos oldal
- Községinfó
- Kátló Szlovákia térképén
- Képek a templom orgonájáról Archiválva 2009. január 16-i dátummal a Wayback Machine-ben
- E-obce.sk Archiválva 2008. szeptember 25-i dátummal a Wayback Machine-ben